# جينيفر فيل
جينيفر آن فيل (بالإنجليزية: Jennifer Veal)‏ هي ممثلة إنجليزية ويوتيوبر، ولدت في 7 سبتمبر 1991 في كوفنتري، المملكة المتحدة. اشتهرت لأول مرة بقناتها على يوتيوب، التي تم إنشاؤها عام 2012. سرعان ما اشتهرت بمقاطع الفيديو الخاصة بها بالتعاون مع لوكاس كروكشانك، وعملت معه من 2013 إلى 2014.

## أعمال
| سنة       | عنوان                       | دور                  |
| --------- | --------------------------- | -------------------- |
| 2007      | هولي هانا أو خط مساعدة هانا | إلين (صوت)           |
| 2007-09   | كما يدق الجرس               | لوسي                 |
| 2012-13   | جيسي                        | مربية أجاثا / أنجيلا |
| 2012      | منتصرا                      | تشيلسي               |
| 2015      | أحفاد: عالم شرير            | حليف                 |
| 2016-17   | هذا فقط                     | آبي                  |
| 2017      | بن صفر: بطل بدوام جزئي      | الأميرة ماغما        |
| 2018      | وكالة                       | بروك                 |
| 2019-2020 | مغامرة رابونزيل المتشابكة   | زان تيري             |
| 2019      | لمسة الشر                   | فيكي                 |
| 2020      | أطرف حيوانات العالم         | زائر                 |

## روابط خارجية
جينيفر فيل على موقع IMDb (الإنجليزية)